# Художня гімнастика на літніх Олімпійських іграх 2012 — Групове багатоборство
У змаганнях з художньої гімнастики у груповому багатоборстві брали участь 12 команд з 12 країн. Кваліфікація пройшла 9 та 10 серпня, фінал відбувся 12 серпня, в останній день Олімпіади.
Олімпійськими чемпіонками у цій дисципліні на останніх трьох Олімпіадах (2000, 2004 та 2008) були росіянки. У Лондоні росіянки знову завоювали золото, показавши найкращий результат як в обох дисциплінах кваліфікації, так і фіналу. Збірна Білорусі виграла срібло, хоча після першої вправи фіналу йшла лише на 4-му місці. Однак італійки та болгарки невдало виступили зі стрічками та обручами (болгарки показали у цій вправі найгірший результат у фіналі з восьми команд), що відкинуло італійок на третє місце, а болгарок на шосте.

## Медалісти
| Золото | Срібло | Бронза |
| Росія · Анастасія Близнюк · Уляна Донскова · Ксенія Дудкіна · Аліна Макаренко · Анастасія Назаренко · Кароліна Севастьянова | Білорусь · Марина Гончарова · Анастасія Іванькова · Наталія Лещик · Олександра Наркевич · Ксенія Санковіч · Аліна Тумилович | Італія · Еліза Бланкі · Роміна Лауріто · Марта Паньїні · Еліза Сантоні · Анжеліка Савраюк · Андрея Стефанеску |

## Кваліфікація

Гімнастки збірної Білорусі на п'єдесталі (на задньому плані збірна Росії)

Зеленим виділені команди, що пройшли кваліфікацію. Команда, що зайняла 9-е місце, залишилася у резерві фіналу.
| Місце | Команда | 5 м'ячів | 3 стрічки і 2 обруча | Сума   |
| ----- | --- | -------- | -------------------- | ------ |
| 1     | Росія · Анастасія Близнюк · Уляна Донскова · Ксенія Дудкіна · Аліна Макаренко · Анастасія Назаренко · Кароліна Севастьянова | 28,375   | 28,000               | 56,375 |
| 2     | Італія · Еліза Бланкі · Роміна Лауріто · Марта Паньїні · Еліза Сантоні · Анжеліка Савраюк · Андрея Стефанеску               | 28,100   | 27,700               | 55,800 |
| 3     | Білорусь · Марина Гончарова · Анастасія Іванькова · Наталія Лещик · Олександра Наркевич · Ксенія Санковіч · Аліна Тумилович | 27,900   | 26,850               | 54,750 |
| 4     | Болгарія | 27,250   | 27,375               | 54,625 |
| 5     | Іспанія | 27,150   | 27,400               | 54,550 |
| 6     | Україна | 27,050   | 27,100               | 54,150 |
| 7     | Ізраїль | 26,500   | 26,600               | 53,100 |
| 8     | Японія | 26,725   | 26,300               | 53,025 |
| 9     | Греція | 25,875   | 26,000               | 51,875 |
| 10    | Німеччина | 24,500   | 25,150               | 49,650 |
| 11    | Канада | 24,050   | 23,975               | 48,025 |
| 12    | Велика Британія | 24,150   | 23,850               | 48,000 |

## Фінал
| Місце | Команда | 5 м'ячів | 3 стрічки і 2 обруча | Сума   |
| ----- | --- | -------- | -------------------- | ------ |
| 1     | Росія · Анастасія Близнюк · Уляна Донскова · Ксенія Дудкіна · Аліна Макаренко · Анастасія Назаренко · Кароліна Севастьянова | 28,700   | 28,300               | 57,000 |
| 2     | Білорусь · Марина Гончарова · Анастасія Іванькова · Наталія Лещик · Олександра Наркевич · Ксенія Санковіч · Аліна Тумилович | 27,825   | 27,675               | 55,500 |
| 3     | Італія · Еліза Бланкі · Роміна Лауріто · Марта Паньїні · Еліза Сантоні · Анжеліка Савраюк · Андрея Стефанеску               | 28,125   | 27,325               | 55,450 |
| 4     | Іспанія | 27,400   | 27,550               | 54,950 |
| 5     | Україна | 27,200   | 27,175               | 54,375 |
| 6     | Болгарія | 27,950   | 26,425               | 54,375 |
| 7     | Японія | 27,000   | 27,100               | 54,100 |
| 8     | Ізраїль | 26,725   | 26,675               | 53,400 |